# Dragomanno della Flotta
Il Dragomanno della Flotta (in turco ottomano: tersâne terdjümân-ı, "Dragomanno dell'Arsenale"; in greco δραγουμάνος του στόλου?) era un incarico di alto livello nell'Impero ottomano, tenuto dai greci fanarioti durante il XVIII e l'inizio del XIX secolo.
In qualità di vice capo del Capitan pascià, il Dragomanno della Flotta svolse un ruolo di primo piano nell'amministrazione delle varie comunità autonome delle isole e delle coste del Mar Egeo che rientravano nell'Eyalet dell'Arcipelago. Nella sostanza il Dragomanno della Flotta corrispondeva al Ministro della marina.

## Storia
L'ufficio fu istituito nel 1701, in emulazione del Gran Dragomanno della Sublime Porta, anch'esso riservato ai Fanarioti. In effetti, il posto di Dragomanno della Flotta fungeva spesso da trampolino di lancio per quello di Gran Dragomanno. Il dragomanno (termine che deriva dalla traduzione italiana drog[o]man dell'arabo tardjumān, ottomano terdjümân o turcimanno che significa "interprete") doveva essere competente nelle "tre lingue" (elsine-i selase) di arabo, persiano e turco comunemente usate nell'impero, nonché in un certo numero di lingue straniere (solitamente francese e italiano). Il suo ruolo, tuttavia, andava ben oltre il semplice interprete. Era l'intermediario ufficiale tra il Capitan pascià, il comandante in capo della marina ottomana nonché governatore dell'Eyalet dell'Arcipelago, e gli isolani e gli abitanti delle coste del Mar Egeo, per lo più greci e cristiani durante le annuale spedizioni della flotta ottomana per la riscossione delle tasse e per la risoluzione di problemi amministrativi. Il posto comportava anche responsabilità per la costruzione navale e le operazioni navali.
I proventi dell'ufficio erano considerevoli, per un importo di 150.000 kuruş, e portavano a un'intensa competizione tra i Fanarioti per occuparlo. Questa competizione comportava una vasta corruzione di funzionari ottomani, che era poi recuperata dalla popolazione cristiana da un prelievo speciale noto come "contributo al nuovo dragomanno" (in greco βοήθεια της νέας δραγομανίας). Poiché l'ufficio cambiava spesso di mano e con grande frequenza, questo divenne un grande fardello per la gente comune. Il dragomanno aveva anche un personale, anch'esso pagato dalle imposte sulle isole: un deputato (in turco vekil, in greco βεκίλης), un segretario di corrispondenza e un messaggero.
Il loro ruolo nell'amministrazione delle isole dell'Egeo era considerevole, poiché avevano il diritto di ripartire le tasse, nonché di controllare le amministrazioni locali autonome giudicando personalmente i casi o nominando giudici d'appello. Potevano infliggere diverse multe e condanne, fino alla pena di morte, che però richiedeva il consenso del Capitan pascià. Oltre ai loro doveri amministrativi, i dragomanni promuovevano attivamente l'istruzione, facevano donazioni alle chiese, codificavano il diritto consuetudinario delle isole e intervenivano nelle controversie tra isolani ortodossi e cattolici.

## Elenco dei Dragomanni della Flotta
| Nome                  | Ritratto | Mandato             | Note |
| --------------------- | -------- | ------------------- | --- |
| Ioannakis Porfyritis  |          | 1701-1710           | |
| Costantino Ventoura   |          | 1713-1731           | |
| Georgios Ramadani     |          | 1731-1743           | |
| Nicholas Mavrogenes   |          | 1744-1750 1756-1759 | Successivamente, principe di Valacchia (1786-1789)                                                               |
| Stefanos Dimakis      |          | 1762–1763           | |
| Costantino Mourouzis  |          | 1764-1765           | Successivamente, Dragomanno della Porta (1774-1777)                                                              |
| Stefanos Mavrogenes   |          | 1765                | |
| Nicholas Rosetti      |          | 1765-1767           | |
| Manuele Argyropoulos  |          | 1767-1768           | |
| Costantino Hangerli   |          | 1790-1797           | Successivamente, principe di Valacchia (1797-1799)                                                               |
| Alexandros Soutzos    |          | 1797-1799           | Successivamente Dragomanno della Porta (1799-1801), Principe di Moldavia (1801-1802) e di Valacchia (1819-1821). |
| Giovanni N. Caradja   |          | 1799-1800           | Successivamente Dragomanno della Porta (1808).                                                                   |
| Panagiotis Mourouzis  |          | 1803-1806           | Successivamente, Dragomanno della Porta (1809-1812).                                                             |
| Michele Hangerli      |          | 1806-1807           | 1º mandato. |
| Iácobos Argyrópoulos  |          | 1809                | Successivamente, Dragoman della Porta (1812-1817) [8]                                                            |
| Michele Hangerli      |          | 1810-1811           | 2º mandato. |
| Costantino Mavrogenes |          | 1811-1816           | |
| Michele Manos         |          | 1816-1818           | |
| Michele Mourouzis     |          | 1818-1821           | |